# Senátní obvod č. 32 – Teplice
Senátní obvod č. 32 – Teplice je podle zákona č. 247/1995 Sb. tvořen celým okresem Teplice.
Prvním senátorem v tomto obvodě se stal Jaroslav Musial. Od roku 2000 do 20. ledna 2020 byl senátorem dlouholetý primátor Teplic Jaroslav Kubera za ODS. Po zániku mandátu jeho úmrtím vyhlásil prezident republiky Miloš Zeman v obvodu doplňovací volby na 27. a 28. března 2020. V důsledku probíhající pandemie koronaviru však tento termín na mimořádném zasedání vláda Andreje Babiše 15. března téhož roku odložila na neurčito, v souvislosti s rozhodnutím o zákazu volného pohybu osob. Volební senát Nejvyššího správního soudu později označil toto rozhodnutí za nezákonné a nicotné, protože vláda jednala mimo svou pravomoc i působnost. Toto vyjádření bylo součástí usnesení o přerušení řízení o návrhu vlády o pozastavení činnosti politického hnutí List Jaromíra Soukupa a na odložení voleb nemělo žáný faktický dopad.
Doplňovací volby se nakonec uskutečnily v náhradním termínu 5. a 6. června 2020 s druhým kolem 12. a 13. června 2020. Senátorem se stal dosavadní primátor Teplic Hynek Hanza, člen ODS. V Senátu byl členem Senátorského klubu ODS a TOP 09. Dále působil jako místopředseda Výboru pro územní rozvoj, veřejnou správu a životní prostředí. V roce 2024 byl senátorem zvolen Jan Schiller.

## Senátoři
| Volby         | Volby | Senátor     | Senátor         | Volební strana | Navrhující strana | Politická příslušnost | Odkaz  |
| ------------- | ----- | ----------- | --------------- | -------------- | ----------------- | --------------------- | ------ |
|               | 1996  |             | Jaroslav Musial | ČSSD           | ČSSD              | ČSSD                  | profil |
|               | 2000  |             | Jaroslav Kubera | ODS            | ODS               | ODS                   | profil |
| 2006          |       |             | Jaroslav Kubera | ODS            | ODS               | ODS                   | profil |
| 2012          |       |             | Jaroslav Kubera | ODS            | ODS               | ODS                   | profil |
| 2018          |       |             | Jaroslav Kubera | ODS            | ODS               | ODS                   | profil |
| 2020 (doplň.) |       | Hynek Hanza | profil          | ODS            | ODS               | ODS                   |        |
|               | 2024  |             | Jan Schiller    | ANO            | ANO               | ANO                   |        |

## Volby

### Rok 1996
| Kandidát | Kandidát                    | Volební strana | Navrhující strana | Politická příslušnost | Počet hlasů (1. kolo) | %     | Počet hlasů (2. kolo) | %     |
| -------- | --------------------------- | -------------- | ----------------- | --------------------- | --------------------- | ----- | --------------------- | ----- |
|          | JUDr. Ing. Jaroslav Musial  | ČSSD           | ČSSD              | ČSSD                  | 5 418                 | 19,62 | 13 396                | 52,68 |
|          | Jaroslav Kubera             | ODS            | ODS               | ODS                   | 9 170                 | 33,22 | 12 034                | 47,32 |
|          | Ing. Jaromír Kohlíček, CSc. | KSČM           | KSČM              | KSČM                  | 5 191                 | 18,80 | —                     | —     |
|          | PhDr. Jutta Kučerová        | ČSNS           | ČSNS              | ČSNS                  | 3 218                 | 11,66 | —                     | —     |
|          | MUDr. Jan Ševčík            | KDU-ČSL        | KDU-ČSL           | KDU-ČSL               | 2 363                 | 8,56  | —                     | —     |
|          | Ing. Čestmír Duda           | NK             | NK                | BEZPP                 | 1 479                 | 5,36  | —                     | —     |
|          | Josef Horváth               | NK             | NK                | BEZPP                 | 570                   | 2,06  | —                     | —     |
|          | Ing. Petr Bavor             | RU             | RU                | BEZPP                 | 199                   | 0,72  | —                     | —     |

### Rok 2000
| Kandidát | Kandidát                        | Volební strana | Navrhující strana | Politická příslušnost | Počet hlasů (1. kolo) | %     | Počet hlasů (2. kolo) | %     |
| -------- | ------------------------------- | -------------- | ----------------- | --------------------- | --------------------- | ----- | --------------------- | ----- |
|          | Jaroslav Kubera                 | ODS            | ODS               | ODS                   | 8 540                 | 30,25 | 13 169                | 56,53 |
|          | Oldřich Bubeníček               | KSČM           | KSČM              | KSČM                  | 7 742                 | 27,43 | 10 123                | 43,46 |
|          | Alenka Antošová                 | 4KOALICE       | KDU-ČSL           | KDU-ČSL               | 5 047                 | 17,88 | —                     | —     |
|          | prof. Ing. Valtr Komárek, DrSc. | ČSSD           | ČSSD              | ČSSD                  | 4 223                 | 14,96 | —                     | —     |
|          | František Voháňka               | NEZ            | NEZ               | NEZ                   | 1 074                 | 3,80  | —                     | —     |
|          | Tomáš Říman                     | NK             | NK                | BEZPP                 | 894                   | 3,16  | —                     | —     |
|          | Vilém Schneider                 | CAO            | CAO               | BEZPP                 | 441                   | 1,56  | —                     | —     |
|          | Pavel Svoboda                   | ČSDH           | ČSDH              | ČSDH                  | 262                   | 0,92  | —                     | —     |

### Rok 2006
| Kandidát | Kandidát                | Volební strana | Navrhující strana | Politická příslušnost | Počet hlasů (1. kolo) | %     | Počet hlasů (2. kolo) | %     |
| -------- | ----------------------- | -------------- | ----------------- | --------------------- | --------------------- | ----- | --------------------- | ----- |
|          | Jaroslav Kubera         | ODS            | ODS               | ODS                   | 14 252                | 41,30 | 11 782                | 61,17 |
|          | Oldřich Bubeníček       | KSČM           | KSČM              | KSČM                  | 6 847                 | 19,84 | 7 479                 | 38,82 |
|          | Milan Pecháček          | ČSSD           | ČSSD              | ČSSD                  | 5 131                 | 14,87 | —                     | —     |
|          | Alenka Antošová         | KDU-ČSL        | KDU-ČSL           | KDU-ČSL               | 3 540                 | 10,25 | —                     | —     |
|          | Pavel Rajčan            | SNK ED         | SNK ED            | SNK ED                | 2 161                 | 6,26  | —                     | —     |
|          | Petr Benda              | SZ             | SZ                | SZ                    | 1 613                 | 4,67  | —                     | —     |
|          | Ing. Vladimír Procházka | NEZ/DEM        | NEZ/DEM           | NEZ/DEM               | 959                   | 2,77  | —                     | —     |

### Rok 2012
| Kandidát | Kandidát             | Volební strana | Navrhující strana | Politická příslušnost | Počet hlasů (1. kolo) | %     | Počet hlasů (2. kolo) | %     |
| -------- | -------------------- | -------------- | ----------------- | --------------------- | --------------------- | ----- | --------------------- | ----- |
|          | Jaroslav Kubera      | ODS            | ODS               | ODS                   | 12 582                | 40,49 | 13 130                | 66,84 |
|          | Ing. Jaroslav Dubský | KSČM           | KSČM              | KSČM                  | 5 755                 | 18,52 | 6 513                 | 33,15 |
|          | Ing. Petr Pípal      | S.cz           | S.cz              | S.cz                  | 4 880                 | 15,7  | —                     | —     |
|          | Mgr. Jiří Řehák      | SZ, HNHRM, B10 | B10               | BEZPP                 | 3 487                 | 11,22 | —                     | —     |
|          | JUDr. Jiří Vorálek   | ČSSD           | ČSSD              | BEZPP                 | 2 529                 | 8,13  | —                     | —     |
|          | Alenka Antošová      | KDU-ČSL        | KDU-ČSL           | KDU-ČSL               | 888                   | 2,85  | —                     | —     |
|          | Mgr. Štěpán Knézel   | NÁR.SOC.       | NÁR.SOC.          | BEZPP                 | 708                   | 2,27  | —                     | —     |
|          | Jaromír Tasáry       | SsČR           | SsČR              | SsČR                  | 240                   | 0,77  | —                     | —     |

### Rok 2018
Výsledky senátních voleb v říjnu 2018:
| Kandidát | Kandidát                                               | Volební strana | Navrhující strana | Politická příslušnost | Počet hlasů (1. kolo) | %     | Počet hlasů (2. kolo) | %     |
| -------- | ------------------------------------------------------ | -------------- | ----------------- | --------------------- | --------------------- | ----- | --------------------- | ----- |
|          | Jaroslav Kubera                                        | ODS            | ODS               | ODS                   | 14 377                | 41,81 | 8 824                 | 55,60 |
|          | RNDr. Zdeněk Bergman                                   | SEN 21         | SEN 21            | BEZPP                 | 7 257                 | 21,10 | 7 046                 | 44,39 |
|          | Bc. Jan Zahradníček                                    | SPD            | SPD               | SPD                   | 3 814                 | 11,09 | —                     | —     |
|          | Tomáš Zíka                                             | KSČM           | KSČM              | KSČM                  | 3 050                 | 8,86  | —                     | —     |
|          | Ing. Pavel Šedlbauer                                   | TOP 09         | TOP 09            | BEZPP                 | 2 155                 | 6,26  | —                     | —     |
|          | Ivan Vinický                                           | ČSSD           | ČSSD              | ČSSD                  | 1 508                 | 4,38  | —                     | —     |
|          | PhDr. ThDr. Mgr. Eugen Sigismund Freimann, Ph.D., M.A. | Rozumní        | Rozumní           | BEZPP                 | 1 092                 | 3,17  | —                     | —     |
|          | PhDr. Terezie Holovská                                 | SPOZ           | SPOZ              | BEZPP                 | 642                   | 1,86  | —                     | —     |
|          | Josef Barta                                            | OČR            | OČR               | OČR                   | 491                   | 1,42  | —                     | —     |

### Rok 2020
Výsledky doplňovacích senátních voleb v červnu 2020:
| Kandidát | Kandidát                                               | Volební strana | Navrhující strana | Politická příslušnost | Počet hlasů (1. kolo) | %     | Počet hlasů (2. kolo) | %     |
| -------- | ------------------------------------------------------ | -------------- | ----------------- | --------------------- | --------------------- | ----- | --------------------- | ----- |
|          | Bc. Hynek Hanza                                        | ODS            | ODS               | ODS                   | 4 663                 | 29,73 | 5 302                 | 57,17 |
|          | RNDr. Zdeněk Bergman                                   | SEN 21         | SEN 21            | BEZPP                 | 3 475                 | 22,15 | 3 972                 | 42,82 |
|          | Oldřich Bubeníček                                      | KSČM           | KSČM              | KSČM                  | 2 567                 | 16,36 | —                     | —     |
|          | Mgr. Zuzana Schwarz Bařtipánová                        | ANO            | ANO               | ANO                   | 1 535                 | 9,78  | —                     | —     |
|          | Jana Syslová                                           | STAN           | STAN              | STAN                  | 1 055                 | 6,72  | —                     | —     |
|          | Mgr. Zbyněk Šimbera                                    | ČSSD           | ČSSD              | ČSSD                  | 913                   | 5,82  | —                     | —     |
|          | Ing. Bohumil Ježek                                     | SPD            | SPD               | SPD                   | 765                   | 4,87  | —                     | —     |
|          | Ing. Mgr. Zdeněk Pešek, MBA                            | Trikolóra      | Trikolóra         | Trikolóra             | 551                   | 3,51  | —                     | —     |
|          | PhDr. ThDr. Mgr. Eugen Sigismund Freimann, Ph.D., M.A. | Rozumní        | Rozumní           | BEZPP                 | 160                   | 1,02  | —                     | —     |

O kandidaturu se původně ucházelo celkem 11 lidí. Magistrát města Teplice vyřadil přihlášku koalice VIZE – národních socialistů a České strany národně sociální, protože za ni nejednal oprávněný člověk. Kandidát za Českou pirátskou stranu Mgr. Tomáš Tožička svoji kandidaturu stáhl na počátku března po rozsáhlých ohlasech a obviněních z antisemitismu.

### Rok 2024
Ve volbách v roce 2024 senátor Hynek Hanza obhajoval mandát senátora za ODS s podporou Svobodných, KDU-ČSL a TOP 09. Za hnutí ANO kandidoval hejtman Ústeckého kraje Jan Schiller. Za hnutí SEN 21 s podporou Pirátů, Zelených a LES kandidoval náměstek hejtmana Ústeckého kraje Jiří Řehák, který v tomto obvodu kandidoval již ve volbách v roce 2012. Kandidátem ČSSD byl starosta obce Bystřany Ivan Vinický, který v tomto obvodu kandidoval již ve volbách v roce 2018. Kandidátem hnutí SpV byl bývalý ministr dopravy Zdeněk Žák, kterého podporujovali také SPD, Trikolora a PRO 2022, a o post senátora rovněž usiloval zastupitel města Bílina a kandidát koalice ND, DSSS, BEZ-UL ANS Tomáš Vandas.
Do druhého kola voleb postoupili Jan Schiller a Hynek Hanza, v druhém kole zvítězil Jan Schiller.
| Kandidát | Kandidát          | Volební strana        | Navrhující strana | Politická příslušnost | Počet hlasů (1. kolo) | %     | Počet hlasů (2. kolo) | %     |
| -------- | ----------------- | --------------------- | ----------------- | --------------------- | --------------------- | ----- | --------------------- | ----- |
|          | Ing. Jan Schiller | ANO                   | ANO               | ANO                   | 10 234                | 41,32 | 8 564                 | 57,20 |
|          | Bc. Hynek Hanza   | ODS                   | ODS               | ODS                   | 6 307                 | 25,46 | 6 408                 | 42,79 |
|          | Mgr. Jiří Řehák   | SEN 21                | SEN 21            | JsmePRO!              | 5 146                 | 20,77 | —                     | —     |
|          | Mgr. Tomáš Vandas | ND, DSSS, BEZ-UL, ANS | BEZ-UL            | DSSS                  | 1 584                 | 6,39  | —                     | —     |
|          | Zdeněk Žák        | SpV                   | SpV               | BEZPP                 | 943                   | 3,80  | —                     | —     |
|          | Ivan Vinický      | ČSSD                  | ČSSD              | ČSSD                  | 552                   | 2,22  | —                     | —     |

## Volební účast
|  | nejvyšší volební účast |  | nejnižší volební účast |

| Rok  | % (1. kolo) | % (2. kolo) |
| ---- | ----------- | ----------- |
| 1996 | 28,43       | 25,97       |
| 2000 | 30,15       | 23,17       |
| 2006 | 36,30       | 18,67       |
| 2012 | 32,87       | 19,07       |
| 2018 | 35,74       | 15,73       |
| 2020 | 15,79       | 9,26        |
| 2024 | 25,67       | 15,03       |